# Sebastiania pubescens
Sebastiania pubescens är en törelväxtart som beskrevs av Ferdinand Albin Pax och Käthe Hoffmann. Sebastiania pubescens ingår i släktet Sebastiania och familjen törelväxter. Inga underarter finns listade i Catalogue of Life.